# تیرس

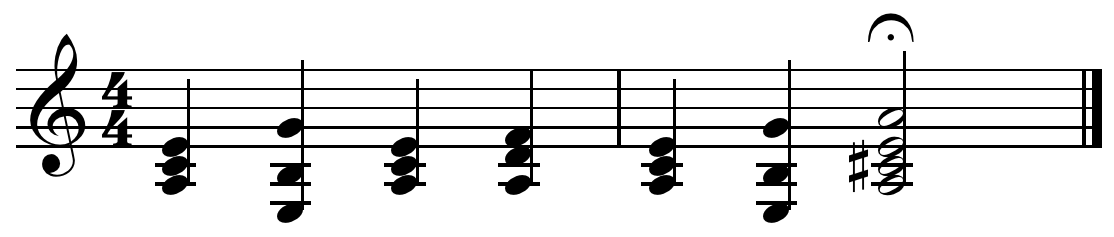
توالی آکوردهای تیرس در گام لا مینور (i-v-i-iv-i-v-I) که با یک «سوم پیکاردی» به پایان می‌رسد.

تیِرس (فرانسوی: Tierce‎) یا تِرتیان (لاتین: tertian) در تئوری موسیقی به معنی سوم‌ها است و مربوط می‌شود به هر نوع قطعهٔ موسیقی، آکورد، کنترپوان و غیره که از فاصله‌های سوم بزرگ و سوم کوچک تشکیل شده‌است.

## تعریف

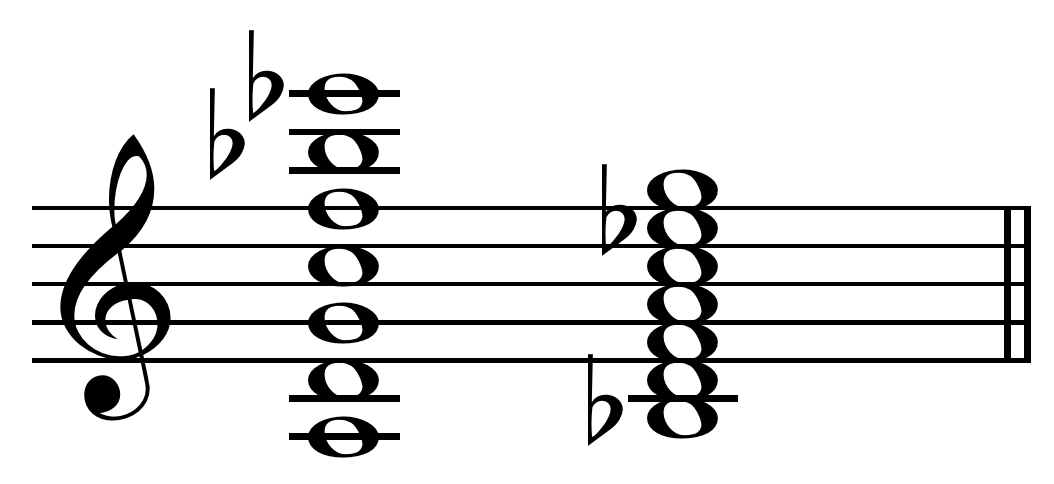
آکورد کوارتال روی ترکیبی از اجزا آکورد سیزده بر پایه نت سی بمل

نت‌های تیرس، آکورد تیرس و هارمونی تیرس به صورت کلی مبتنی بر سوم‌ها است. 
به عنوان مثال فاصلهٔ بین نت لا تا دو که شامل سه نیم‌پرده است (لا، سی بمل، سی بکار، دو)، یک سوم کوچک از گام مینور است. یا مثال دیگر، فاصلهٔ نت دو تا می است که دارای چهار نیم‌پرده (دو، ر بمل، ر بکار، می بمل، می بکار) است و یک «سوم بزرگ» از گام ماژور محسوب می‌شود.
یک آکورد سه‌صدایی را می‌توان به عنوان یک ستون از دو تیرس مورد استفاده قرار داد. در این نوع ترکیب‌بندی چهار جایگزین وجود دارد که عبارتند از: دو «سوم بزرگ» که آکورد افزوده است، دو «سوم کوچک» آکورد کاسته، یک «سوم بزرگ» و یک «سوم کوچک» آکورد ماژور و یک «سوم کوچک» و یک «سوم بزرگ» آکورد مینور است.
آکوردهای ساخته شده از ترکیب با فاصلهٔ ششم نیز به «تیرس» اشاره دارد، زیرا ششم‌ها معکوس سوم‌ها هستند. به عنوان مثال نت دو تا لا دارای فاصلهٔ ششم بزرگ است و در معکوس (لا تا دو) یک فاصلهٔ «سوم کوچک» است.  همچنین «هارمونی تیرس» در تضاد با «هارمونی کُوارتال» قرار می‌گیرد که بر اساس فاصلهٔ چهارم یا پنجم ترکیب‌بندی می‌شود.

## یادداشت
1. ↑  Quartal harmony